# ニュー・サイエンティスト
ニュー・サイエンティスト（英: New Scientist）は、科学技術のあらゆる側面を扱う、英語の週刊科学雑誌。1956年11月22日創刊。ロンドンを拠点として英国版、米国版、オーストラリア版を発行している。1996年よりオンライン版も開始された。

## 歴史
本誌は1956年にトム・マーゲリソンとマックス・レーゾン、ニコラス・ハリソンによって立ち上げられ、The New Scientistとして第1号が11月22日に発売された。当初、本誌の表紙に記事の目次を掲載していた。学術的な慣行を採用してページ番号は四半期ごとに通しでつけられていた。1961年から、Theがとれ New Scientistとなる。
1970年にはリード・エルゼビアとなる前のリードグループがIPCマガジン社と合併し、『ニュー・サイエンティスト』を買収した。
2017年4月に、『ニュー・サイエンティスト』の所有者が、以前リード・エルゼビアだったレレックス・グループに変わった際、『ニュー・サイエンティスト』を買収するために立ち上げられたKingston Acquisitionsに売却された。その後、Kingston Acquisitionsはニューサイエンティストへと社名を変更した。

## 内容
2014年の内容では以下のような構成である。社説、ニュース、技術、オピニオン（インタビュー、視点記事、レター）、特集、カルチャー（書評やイベント）、意見、The Last Word（質疑応答）、仕事。